# Бирсуатский сельский округ
Бирсуа́тский  се́льский окру́г (каз. Бірсуат ауылдық округі) — административная единица в составе района Биржан сал Акмолинской области Казахстана. 
Административный центр — село Бирсуат.

## История
В 1989 году существовал как — Бирсуатский сельсовет (сёла Бирсуат, Кишкентай, Сауле, Тассу) в составе Кокчетавской области. 
В периоде 1991—1998 годов:
- Бирсуатский сельсовет был преобразован в сельский округ;
- после упразднения Кокчетавской области вместе с районом сельский округ был включен в состав Акмолинской области.

В 2009 году село Тассу было упразднено.
В 2010 году село Кишкентай было упразднено.

## Население
| Численность населения | Численность населения | Численность населения |
| 1989                  | 1999                  | 2009                  |
| --------------------- | --------------------- | --------------------- |
| 2224                  | ↘1415                 | ↘868                  |

## Состав
| № | Населённый пункт | Тип населённого пункта       | Население, 1989 | Население, 1999 | Население, 2009 |
| - | ---------------- | ---------------------------- | --------------- | --------------- | --------------- |
| 1 | Бирсуат          | село, административный центр | 1 428           | 961             | 702             |
| 2 | Кишкентай        | село, упразднено             | 65              | 27              | 1               |
| 3 | Сауле            | село                         | 418             | 427             | 165             |
| 4 | Тассу            | село, упразднено             | 313             | -               | -               |

## Местное самоуправление
Аппарат акима Бирсуатского сельского округа — село Бирсуат, улица Биржана сал, 10.
- Аким сельского округа — Алтаев Орынбек Конысбекович[1].